# Daigo Watanabe
Daigo Watanabe (født 3. december 1984) er en japansk fodboldspiller.